# Gheorghe Rădoi
Gheorghe Rădoi (* 6. Mai 1926 in Parincea, Kreis Bacău; † 2001 in Bukarest) war ein rumänischer Politiker der Rumänischen Kommunistischen Partei PMR (Partidul Muncitoresc Român) und ab 1965 PCR (Partidul Comunist Român).

## Leben
Gheorghe Rădoi war nach dem Besuch der Mechanischen Fakultät eines Polytechnischen Instituts als Auto- und Traktorenmechaniker tätig und wurde im Juli 1947 Mitglied damaligen Rumänischen Kommunistischen Partei PCR (Partidul Comunist din România). Er war zwischen Juli 1953 und dem 1. August 1960 Generaldirektor der Fabrik Steagul roșu in Brașov. Auf dem Siebten Parteitag der PMR (23. bis 28. Dezember 1955) wurde er Mitglied des Zentralkomitees (ZK) der PMR, dem er zunächst bis zum 13. Juni 1958 angehörte. Danach war er zwischen dem 13. Juni 1958 und dem 25. Juni 1960 lediglich Kandidat des ZK. Zugleich wurde er 1957 Mitglied der Großen Nationalversammlung (Marea Adunare Națională) und gehörte dieser bis 1961 als Vertreter des Wahlkreises Prejmer bis 1961 sowie als Vertreter des Wahlkreises Zărnești Nr. 6 von 1961 bis 1969 an. 
Am 1. August 1960 wurde Rădoi Vize-Minister für Schwerindustrie und bekleidete dieses Amt bis zum 31. Oktober 1963. Im Anschluss löste er am 31. Oktober 1963 im Kabinett Maurer I Constantin Tuzu als Minister für Maschinenbauindustrie (Ministrul Industriei construcțiilor de mașini) ab und bekleidete dieses Amt bis zum 19. März 1965. Im darauf folgenden Kabinett Maurer II fungierte er zwischen dem 19. März und dem 21. August 1965 als einer der Vizepräsidenten des Ministerrates (Vicepreședinte al Consiliului de Miniștri). Auf dem Neunten Parteitag der PCR (19. bis 24. Juli 1965) wurde er abermals Mitglied des ZK der PMR und gehörte diesem Gremium nunmehr bis zum 12. August 1969 an. Danach wurde er am 21. August 1965 Direktor des Betriebes Autobuzul in Bukarest.
Für seine Verdienste wurde Gheorghe Rădoi mehrfach ausgezeichnet und erhielt 1945 die Sieges-Medaille (Medalia „Victoria“) sowie die Medaille für die Befreiung vom faschistischen Joch (Medalia „Eliberarea de sub jugul fascist“). 1964 wurde er sowohl mit dem Orden der Arbeit Dritter und Erster Klasse (Ordinul Muncii) als auch mit dem Orden 23. August Erster Klasse (Ordinul 23. August) geehrt.